# Maestro de Tahull

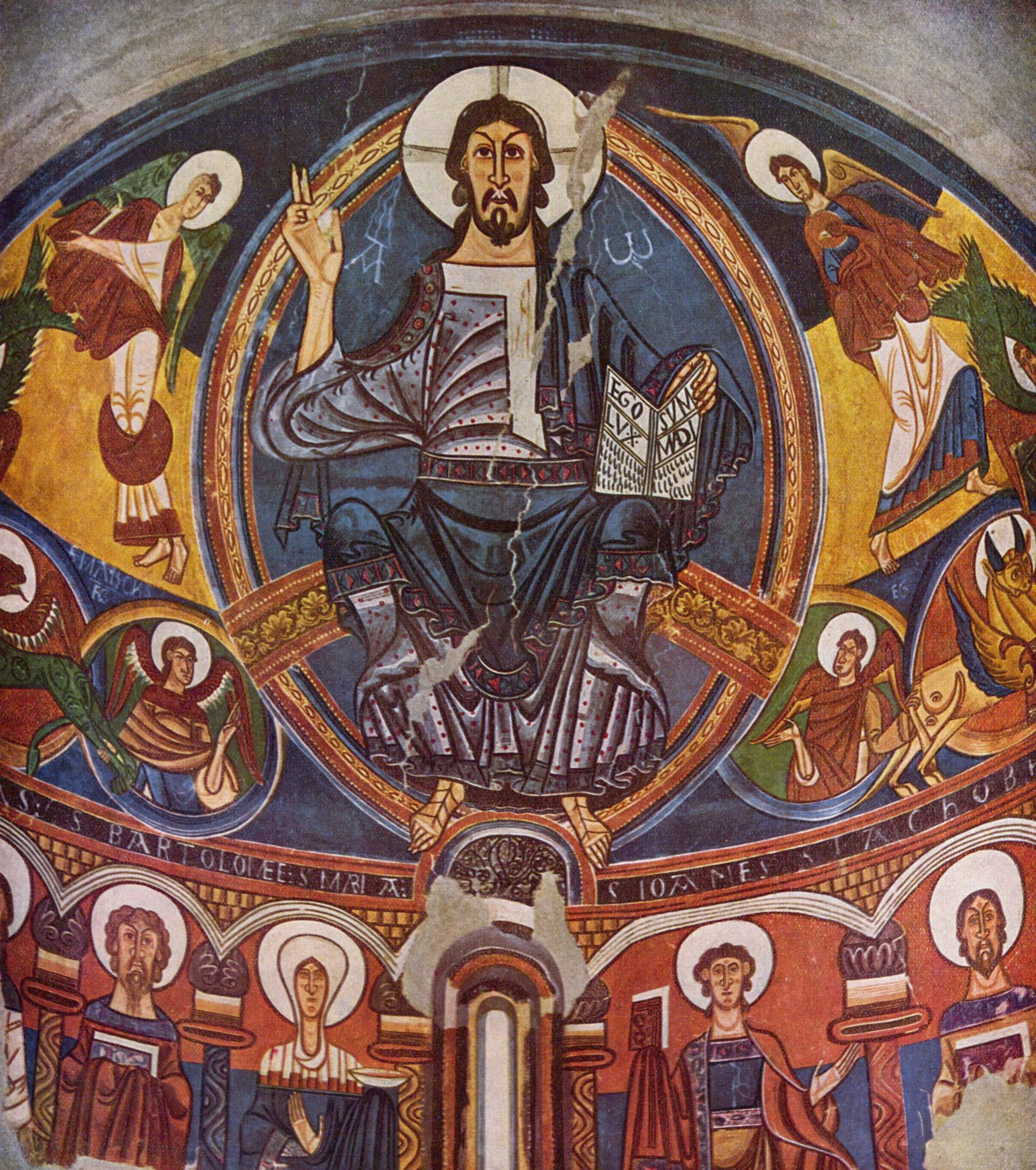
Pantocrátor del ábside de San Clemente de Tahull rodeado por la mandorla

El Maestro de Tahull, considerado como el más grande de los pintores de murales del siglo XII en Cataluña (España) y también como el más importante de los pintores románicos de Europa. Su principal obra son las pinturas murales del ábside la de la iglesia de San Clemente de Tahull.
Se considera casi perfecta su manera de articular los espacios. Dibuja los rostros de las figuras con gran realismo y estilización. Utiliza en su gama cromática los colores carmín, azul y blanco. Se ha llegado a pensar que trajo consigo desde Italia, además de las herramientas, los materiales necesarios para su trabajo.
En 1123 el obispo Ramón de Roda consagró la iglesia de Tahull y es muy probable que entrara en contacto con este maestro, encargándole entonces la decoración del pequeño ábside de la catedral de Roda de Isábena en Huesca.
Las pinturas de la capilla mayor de Santa María de Tahull tienen bastante afinidad con las de san Clemente; el artista debía ser del círculo del Maestro de Tahull, aunque su trabajo es menos genial y con una gama cromática menos rica en matices.